# Раффлезия
Раффле́зия (лат. Rafflesia) — род цветковых паразитических растений, семейства Раффлезиевые (Rafflesiaceae). Эти растения встречаются на полуострове Малакка, островах Суматра, Ява, Калимантан и также на Филиппинах.
По данным сайта POWO на 2023 год, род насчитывает 41 вид. Все эти виды являются растениями-паразитами, которые проводят большую часть своей жизни в тканях растения-хозяина. Обычно в качестве хозяев выступают лианы из семейства Виноградовые (Vitaceae), принадлежащие родам Тетрастигма (Tetrastigma) и Циссус (Cissus). Именно от этих хозяев растения-паразиты получают все необходимые вещества для своего существования.
Раффлезии выделяются своими огромными и необычными цветками, некоторые из которых достигают диаметра более одного метра и имеют массу более десяти килограммов.

## История открытия
Раффлезия была открыта в дождевых лесах юго-западной части острова Суматра местным проводником, работавшим с доктором Джозефом Арнольдом (англ. Joseph Arnold, 1782—1818) в экспедиции в 1818 году, и названа в честь сэра Томаса Стэмфорда Раффлза (англ. Stamford Raffles, 1781—1826), возглавлявшего экспедицию (позже он прославился как основатель Сингапура). Первый найденный цветок раффлезии имел диаметр около метра и массу около 6 кг (это растение относилось к виду, позже названному Раффлезия Арнольда (Rafflesia arnoldii)). Позже раффлезия была найдена на полуострове Малакка, островах Ява, Калимантан.

## Биологическое описание
У раффлезии отсутствуют органы, в которых бы шёл процесс фотосинтеза; более того, у представителей этого рода отсутствуют и стебли, и листья. Все вещества, необходимые для своего развития, раффлезия получает из тканей (корней или стеблей) растения-хозяина через корни-присоски.
Проросток раффлезии внедряется в корни растения-хозяина с помощью корней-присосок (гаусториев). Части проростка, остающиеся вне растения-хозяина, постепенно отмирают. Предположительно, семена раффлезии, подобно семенам хорошо изученных растений-паразитов из семейства Заразиховые, пробуждаются к прорастанию под воздействием выделений потенциальных растений-хозяев. Эти же вещества ориентируют направление роста проростков.
Развитие раффлезии происходит интраматрикально, то есть в тканях растения-хозяина. Тело растения-паразита при этом называется эндофитом, а такой способ паразитизма — эндопаразитизмом. В тканях растения-хозяина тело раффлезии распространяется в виде клеточных тяжей, напоминающих грибные гифы.
Цветки раффлезии закладываются эндогенно, в виде отдельных цветков, чаще на корнях лиан. Зачатки цветков растут, развиваются — и, наконец, выходят наружу через разрывы покровных тканей растения-хозяина: обычно на корнях (в этом случае цветки распускаются на поверхности земли), но иногда и на стеблях.
Цветки крупные — от 20—30 см у раффлезии патма (Rafflesia patma) до одного метра в диаметре у раффлезии туан-мудэ (Rafflesia tuan-mudae).
В центре цветка, над завязью, находится массивная колонка, в которой соединены андроцей и гинецей. Вершина колонки имеет больший диаметр, чем её основание, эта расширенная часть колонки называется диском. Обычно диск обильно покрыт выростами (шипиками). Околоцветник простой, чашечковидный, из пяти мясистых листочков, сросшихся в нижней части в трубку. Толщина этих листочков — около 3 см. Особенность околоцветника раффлезии — особое его разрастание, образующее так называемую диафрагму, которая нависает над диском, частично закрывая его края (помимо раффлезии, диафрагма образуется на околоцветниках растений из рода Саприя — ещё одного рода из семейства Раффлезиевые). По сравнению с остальной частью околоцветника диафрагма окрашена светлее.
Ниже краёв диска находятся пыльники, погружённые в отделённые друг от друга углубления. Каждый пыльник состоит из нескольких гнёзд, раскрывающихся через верхушечные поры. Пыльцевые зёрна с тремя-четырьмя бороздками. Зрелая пыльца собрана в комочки, соединённые слизистым веществом.
Завязь нижняя, ложномногогнездовая. Такая завязь образуется в результате разрастания париетальных (постенных) плацент, закладывающихся в виде пластинок, а затем образующих многочисленные срастания.
Цветки у большинства видов обоеполые, но некоторые виды раффлезий — полигамные растения: наряду с обоеполыми цветками наблюдаются также и мужские цветки.
Насекомых-опылителей (обычно это лесные мухи) цветки привлекают видом и запахом разлагающегося мяса, за что их ещё называют «трупными лилиями». Схожесть цветков с гниющими кусками мяса достигается соответствующей окраской околоцветника — на красном, ядовито-красном, коричневом фоне (иногда с пурпурным оттенком) располагаются светлые нерегулярно расположенные пятна неправильной формы. Сначала насекомые попадают на диск, затем проваливаются ниже, в кольцевую борозду, где находятся пыльники.
Развитие раффлезии происходит медленно: от высева семян до появления бутонов проходит около трёх лет, ещё от девяти месяцев до полутора лет требуется бутону, чтобы превратиться в открытый цветок. Но время функционирования самого цветка раффлезии очень коротко — всего двое-четверо суток, после чего он начинает разлагаться, постепенно превращаясь в бесформенную массу чёрного цвета. После завершения процесса образуется новая завязь. Она развивается в течение семи месяцев. Потом на месте завязи появляется небольшой плод.
Плоды — ягодообразные, содержащие вязкую массу (пульпу). В неё погружены многочисленные мелкие семена. Зародыш семени недифференцированный, с маслянистым эндоспермом. Число семян в одном плоде — от двух до четырёх миллионов. Время развития плода — около семи месяцев.
Семена распространяются (предположительно) крупными животными (дикими свиньями и слонами, к конечностям которых прилипает содержимое раздавленных плодов), мелкими млекопитающими, а также насекомыми, в том числе и муравьями.

## Применение

### Традиционное применение
Местные жители острова Суматра, в лесах которого была открыта раффлезия, издавна знали это растение и использовали его в лекарственных целях. В частности, экстракт из бутонов раффлезии применялся для восстановления фигуры у женщин после родов, а цветки использовались для усиления половой функции у мужчин.

## Классификация
Согласно системе классификации APG III (2009) семейство Раффлезиевые (Rafflesiaceae) включено в порядок Мальпигиецветные (Malpighiales).
В более ранней системе классификации APG II (2003) три рода — Раффлезия, Ризантес (Rhizanthes) и Саприя (Sapria) — образовывали семейство Раффлезиевые (Rafflesiaceae), которое входило в «Список семейств и родов, не имеющих в Системе APG II определённого места».
В других, более ранних системах классификации раффлезиевые обычно включались в порядок Мальпигиецветные (Malpighiales) либо выделялись в отдельный порядок Раффлезиецветные (Rafflesiales).

### Таксономия
Rafflesia R.Br. ex Thomson bis, Ann. Philos. Mag. Chem. 16: 225. 1820.
Rafflesia R.Br. ex Gray, Trans. Linn. Soc. London 13: 207. 1821, isonym.

### Виды
По данным сайта POWO на 2023 год, род насчитывает 41 вид. Некоторые виды:

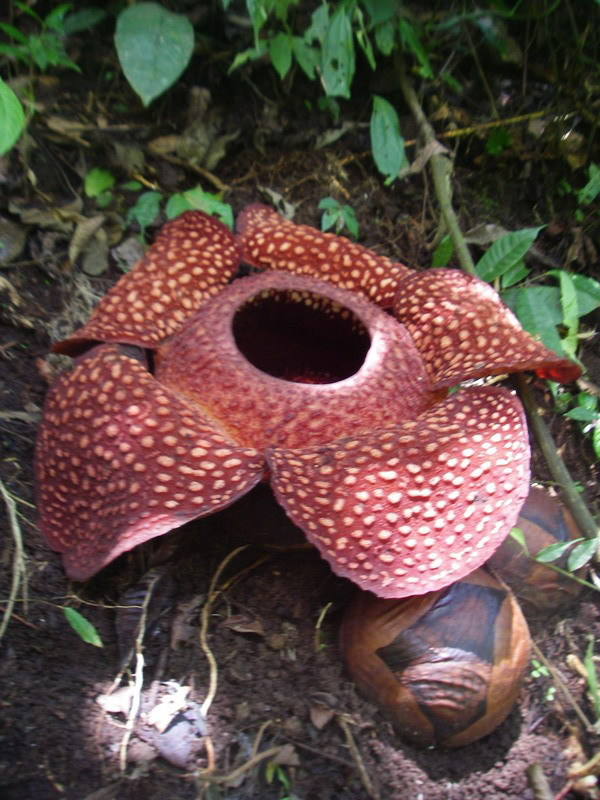
Раффлезия Арнольда: цветок и два бутона

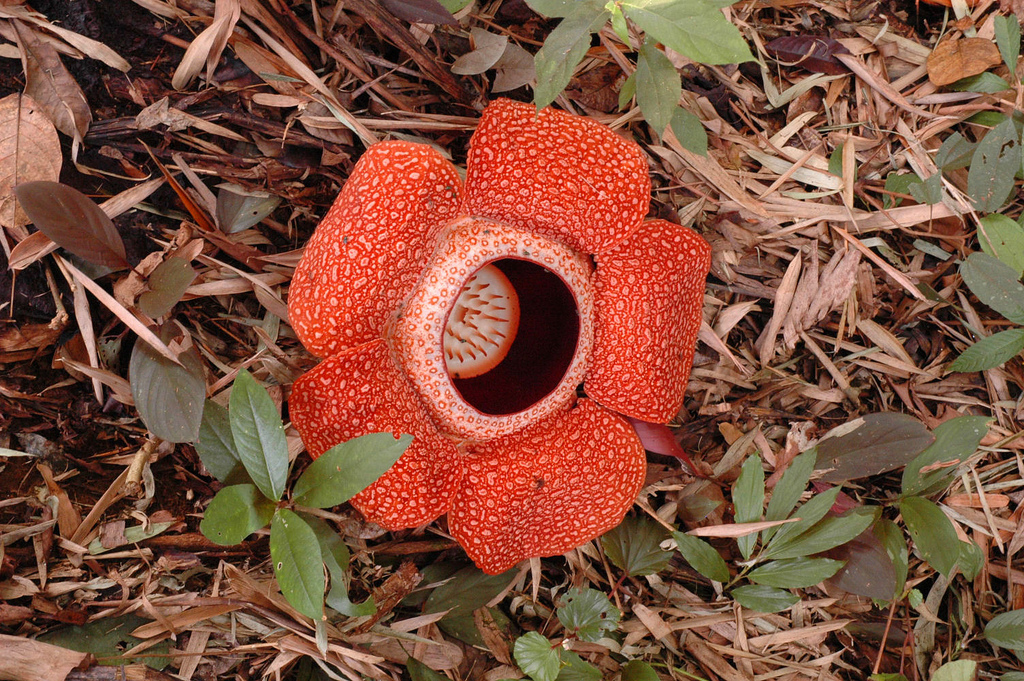
Rafflesia keithii (предположительно): цветок диаметром около 80 см. Калимантан, Индонезия

- Rafflesia arnoldii R.Br. (1821) typus — Раффлезия Арнольда. Цветки — от 45 см в диаметре до 1 м. Ареал — Индонезия, в том числе Суматра
- Rafflesia atjehensis Koord. (1918)
- Rafflesia azlanii Latiff & M.Wong (2003)
- Rafflesia baletei Barcelona & Cajano (2006)
- Rafflesia banahaw Barcelona, Pelser & Cajano (2007)
- Rafflesia banahawensis Madulid, Villariba & Agoo (2007)
- Rafflesia bengkuluensis Susatya, Arianto & Mat-Salleh (2005)
- Rafflesia borneensis Koord. (1918) — Раффлезия калимантанская
- Rafflesia cantleyi Solms (1910)
- Rafflesia ciliata Koord. (1918)
- Rafflesia cumingii R.Br. (1844)
- Rafflesia gadutensis Meijer (1984)
- Rafflesia hasseltii Suring.
- Rafflesia horsfieldii R.Br. (1821)
- Rafflesia keithii Meijer (1984)
- Rafflesia kerrii Meijer (1984) — Раффлезия Керри
- Rafflesia lagascae Blanco (1845)
- Rafflesia leonardii Barcelona & Pelser (2008)
- Rafflesia lobata R.Galang & Madulid (2006) — Раффлезия лопастная
- Rafflesia magnifica Madulid, Tandang & Agoo (2005) — Раффлезия величественная
- Rafflesia manillana Teschem. (1844) — Раффлезия манильская
- Rafflesia micropylora Meijer (1984)
- Rafflesia mira Fernando & Ong (2005)
- Rafflesia panchoana Madulid, Buot & Agoo (2007)
- Rafflesia patma Blume (1825) — Раффлезия патма. Вид с острова Ява. Размер цветков — до 30 см. Видовое название происходит от индонезийского названия раффлезия — bunga patma («цветок лотоса»).
- Rafflesia philippensis Blanco (1845) — Раффлезия филиппинская
- Rafflesia pricei Meijer (1984) — Раффлезия Прайса
- Rafflesia rochussenii Teijsm. & Binn. (1850)
- Rafflesia schadenbergiana Goepp. ex Hieron. (1885)
- Rafflesia speciosa Barcelona & Fernando (2002) — Раффлезия прекрасная
- Rafflesia tengku-adlinii Mat-Salleh & Latiff (1989)
- Rafflesia titan Jack (1823)
- Rafflesia tuan-mudae Becc. (1868) — Раффлезия туан-мудэ. Диаметр цветка — от 60 см до одного метра, его масса может превышать 10 кг.

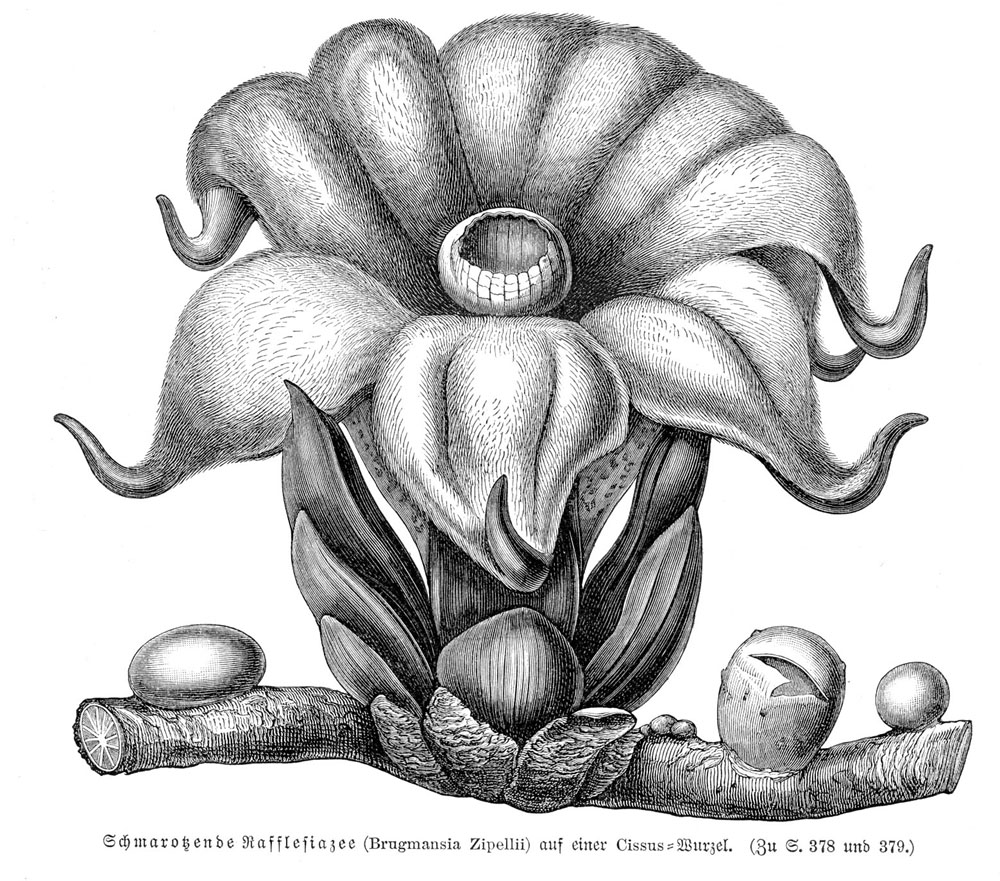
Раффлезия: ботаническая иллюстрация из книги Pflanzenleben «Жизнь растений» Антона Кернера и Адольфа Хансена (издание 1913 года)

- Rafflesia witkampi Koord. (1918)
- Rafflesia zollingeriana Koord. (1918)